# Saint-Martin-de-Belleville
Saint-Martin-de-Belleville – miejscowość i dawna gmina we Francji, w regionie Owernia-Rodan-Alpy, w departamencie Sabaudia. W 2013 roku jej populacja wynosiła 2710 mieszkańców. Na jej obszarze znajduje się w Parc national de la Vanoise.
W dniu 1 stycznia 2016 roku z połączenia dwóch ówczesnych gmin – Saint-Martin-de-Belleville oraz Villarlurin – utworzono nową gminę Les Belleville. Siedzibą gminy została miejscowość Saint-Martin-de-Belleville. 